# Nicolae Bănescu
Nicolae Bănescu (n. 16 decembrie 1878, Călărași – d. 11 septembrie 1971, București) a fost un istoric român, membru titular al Academiei Române.

## Viața și activitatea
Nicolae Bănescu s-a născut la 16 decembrie 1878 în Călărași. Parcursul său educațional se remarcă prin studiile secundare și universitare finalizate la București (1901), fiind urmate de o specializare la München. Aici studiază limba greacă și literatura bizantină între 1910-1912, universitate unde își ia și doctoratul în 1914 cu distincția de magna cum laude sub îndrumarea lui August Heisenberg, tatăl lui Werner Heisenberg. 
Între 1919-1938 ocupă succesiv diverse funcții în învățământul clujean: revizor școlar, profesor secundar, profesor universitar de bizantinologie. Între 1924 și 1926 a fost rector al Universității Daciei Superioare din Cluj (denumită ulterior Universitatea Regele Ferdinand I). În perioada celui De-al Doilea Război Mondial, mai exact între anii 1938-1947, va preda aceeași disciplină în cadrul Universității de la București. Munca depusă în domeniul cercetării istorice se reflectă și prin înglobarea personalității lui Nicolae Bănescu în diverse instituții culturale de prestigiu. Astfel, din 1920 el devine membru corespondent al Academiei Române, avansând în 1938 la statutul de membru titular. Între 1938-1947, perioadă în care se afla la București, ocupă funcția de vicepreședinte al Academiei Române. În urma dispariției lui Nicolae Iorga, Nicolae Bănescu a preluat direcția Institutului de Studii Sud-Est Europene și a Institutului de Studii Bizantine în anii 1940-1948. După instaurarea regimului comunist, Nicolae Bănescu va fi exclus din Academie considerat a fi un istoric reacționar. Spre deosebire de alte cazuri, datorită ariei sale de interes, bizantinologia, care nu leza prea tare interesele ideologice ale conducerii, atitudinea comuniștilor a fost una mai moderată. Astfel că, în perioada următoare și până la moartea sa, el și-a păstrat un prestigiu la nivel academic și intelectual în societatea română. El nu a fost condamnat politic, arestat și i s-a permis păstrarea averii. O dovadă privind permisivitatea regimului față de activitatea istoricului privește participarea sa activă spre înființarea Societății Române de Studii Bizantine în 1962. În 1964 i se conferă titlul de profesor emerit. 
Aria sa de interes a privit studiile bizantine, aducând contribuții importante legate de formațiunile politice dintre Dunăre și Marea Neagră de la finalul secolul al XI-lea. În aceeași direcție de cercetare se încadrează și studiile privind istoria ducatelor Paristrionului și Bulgariei. Cunoștințele de limbă greacă i-au permis, printre altele, cercetarea și editarea unui mare număr de texte bizantine și poeme populare grecești. Fără îndoială că, prin activitatea sa erudită Nicolae Bănescu a rămas o personalitate marcantă a istoriografiei românești, cu importante contribuții și în planul istoriografiei universale.

## Opera
O parte dintre cele mai reprezentative lucrări ale sale: 
- Viața și opera lui Daniel Philippide. Cartea sa despre pământul românesc, București, 1924, p. 204.
- Bizanțul și romanitatea de la Dunărea de Jos, București, 1938, p. 38.
- Le déclin de Famagouste. Fin  du royaume de Chypre. Notes et documents, București, 1946, p. 115.
- Les duchés byzantins de Paristrion (Paradounavon) et de Bulgarie, București, 1946, p. 193.
- Cele mai vechi știri bizantine asupra românilor de la Dunărea de Jos în Anuarul Institutului de Istorie Națională Cluj, 1921-1922, p. 138-160.

## Decorații
- Semnul Onorific „Răsplata Muncii pentru 25 ani în Serviciul Statului” (13 octombrie 1941)[5]
- titlul de „Profesor Emerit al Republicii Populare Romîne” (13 octombrie 1964) „cu prilejul aniversarii a 100 de ani de la înființarea Universității din București, pentru activitate îndelungată, contribuție în dezvoltarea științei și merite deosebite în dezvoltarea învățămîntului superior”[6]